# Elecciones legislativas de Portugal de 1945
Las elecciones parlamentarias de Portugal de 1945 fueron realizadas el 18 de noviembre de ese año. Tras las reformas realizadas por el dictador António de Oliveira Salazar,  fueron las primeras elecciones realizadas en el Estado Nuevo en las que se permitió participar a los partidos de oposición. El Movimiento de Unidad Democrática fue formado por activistas opositores al régimen salazarista, pero al igual que todos los otros partidos de oposición,  bajaron sus candidaturas antes de que se realizara la elección, acusando al gobierno de realizar fraude electoral. Como resultado, participaron únicamente los candidatos de la Unión Nacional, obteniendo la victoria absoluta en todas las circunscripciones.

## Sistema electoral
Previo a las elecciones, el sistema electoral experimentó una importante reforma. La circunscripción nacional única de 100 candidatos fue reemplazada por 21 circunscripciones conformadas por múltiples candidatos y una circunscripción de un solo candidato que representaba a las islas Azores, conformando un total de 120 parlamentarios, de los cuales 13 representaban a las colonias portuguesas.
Los votantes podían borrar nombres de la lista de candidatos, pero no podían reemplazados con otros. Se le concedió el derecho a sufragio a todos los hombres mayores de 21 años, siempre y cuando supieran leer y escribir o pagaran más de 100 escudos en impuestos, y a las mujeres mayores de 21 años que hubieran finalizado la escuela secundaria, o en una extensión de las norma, si eran la jefa del hogar, y si cumplían con los mismos criterios de alfabetización e impuestos a los hombres.

## Resultados
| Partido                 | Votos   | %    | Escaños |
| ----------------------- | ------- | ---- | ------- |
| Unión Nacional          |         | 100  | 120     |
| Votos blancos o nulos   | –       | –    |         |
| Total                   | 489.133 | 100  | 120     |
| Participación electoral | 909.456 | 53.8 | –       |
| Fuente: Nohlen & Stöver |         |      |         |